# Пушкінська сільська рада (Виноградівський район)
| Пушкінська сільська рада — колишній орган місцевого самоврядування у Виноградівському районі Закарпатської області з адміністративним центром у с. Пушкіно. Сільській раді підпорядковані населені пункти: - с. Пушкіно |

## Історія
Закарпатська обласна рада рішенням від 20 червня 2003 року у Виноградівському районі утворила Пушкінську сільраду з центром у селі Пушкіно.